# Scooby-Doo e il mostro di Loch Ness
Scooby-Doo e il mostro di Loch Ness (Scooby-Doo! and the Loch Ness Monster) è un film d'animazione del 2004.

## Trama
La Mystery, Inc. si reca a Loch Ness in Scozia per vedere il famoso castello di Blake, la casa degli antenati scozzesi di Daphne Blake e di sua cugina, Shannon. Il parco del castello ospita i primi giochi annuali delle Highland, composti da molti sport tradizionali scozzesi. Quando arrivano, Shannon li informa che il castello è stato recentemente terrorizzato dal mostro di Loch Ness. Shannon dice di aver visto il mostro ed è davvero reale, una posizione condivisa da Del Chillman, l'appassionato del mostro e criptozoologo dilettante e la professoressa Fiona Pembrooke, una scienziata che ha scommesso tutta la sua carriera per dimostrare l'esistenza del mostro. Dall'altra parte della discussione ci sono Colin e Angus Haggart, concorrenti locali nei giochi, il padre Lachlan e Sir Ian Locksley, il giudice capo dei giochi (nonché direttore del museo scozzese di storia naturale). Locksley e Pembrooke condividono un odio reciproco (lei era l'assistente di ricerca di Ian nel suo museo fino a quando lui non l'ha licenziata per aver trascorso troppo tempo sulle tracce del mostro di Loch Ness).
Quella notte, Scooby-Doo e Shaggy escono di soppiatto dalla loro stanza per cercare la cucina e vengono inseguiti dal mostro, distruggendo accidentalmente il campo di gioco nel processo. Locksley vede il disastro e, infuriato dalle affermazioni di Scooby e Shaggy di essere quasi diventati vittime del mostro di Loch Ness, ordina a Shannon di riparare il danno, minacciando di retrocedere i giochi dell'altopiano a un torneo di minigolf se non lo fa. Velma scopre, con sua sorpresa, che le orme del mostro di Loch Ness si dirigono verso la città invece che nel lago. Il giorno successivo, la banda e Shannon si recano a Drumnadrochit, nell'Inverness-shire. Dopo aver chiesto l'aiuto degli Haggart per ricostruire il campo, Fred , Daphne, Velmae Shannon prendono la barca della prof. Pembrooke, piena di apparecchiature di ricerca scadute, per cercare il mostro di Loch Ness via mare, mentre Shaggy e Scooby prendono la Mystery Machine e cercano via terra. Mentre Shaggy è distratto, qualcuno cambia un cartello stradale che porta Shaggy a perdersi. Entrambi i gruppi vengono attaccati dal mostro di Loch Ness, che apparentemente si trova in due posti contemporaneamente.
Dopo aver restituito la barca gravemente danneggiata alla professoressa Pembrooke, la banda scopre che Sir Ian si è incaricato di pattugliare le acque con una nave ad alta tecnologia per prevenire ulteriori "peculiarità", poiché non è ancora convinto dell'esistenza del mostro. Sulla nave di Locksley, la banda e Shannon trovano qualcosa nelle profondità del lago usando l'equipaggiamento del sonar. Prendono il mini-sottomarino di Locksley per indagare. In acqua, la banda viene attaccata dal mostro di Loch Ness, ma viene salvata da un grande artiglio magnetico sulla nave (prima di raggiungere la superficie, il mostro di Loch Ness fa cadere la telecamera sonar del sottomarino dallo scafo). Quando tornano al castello di Blake, trovano Del che dorme nella Mystery Machine, che spiega che il suo furgone è stato rubato. Il mostro di Loch Ness in seguito insegue la banda, Shannon e Del in una palude, dove si scopre essere semplicemente una tela che copre il furgone di Chillman. Fred deduce che il mostro di Loch Ness è un'esca e prepara una trappola per catturare quella vera.
Fred manda Shaggy e Scooby nel lago per fare da esca, mentre lui e Del si preparano a usare le reti per circondare la baia per catturare il mostro di Loch Ness. Appare una grande nebbia, che blocca il contatto visivo con Shaggy e Scooby. A peggiorare le cose, l'equipaggio di Locksley si ammutina perché vuole catturare e vendere il mostro di Loch Ness e catturare Daphne, Shannon e Locksley stesso. Il mostro di Loch Ness attacca Shaggy e Scooby, cacciandoli fuori dalla baia. La nave di Locksley si attacca alle reti, trascinando con sé Del e Fred. L'equipaggio tenta di arpionare il mostro di Loch Ness, ma Daphne e Shannon li distraggono abbastanza a lungo da farli perdere. Proprio mentre il mostro di Loch Ness sta per attaccare Del, Fred e Locksley, Daphne lo cattura usando l'artiglio magnetico della nave. All'improvviso, un secondo mostro di Loch Ness appare e dà la caccia a Shaggy e Scooby, ma cade in una trappola precedentemente impostata. Questo mostro si rivela essere un enorme burattino controllato dai fratelli Haggart, e quello catturato da Daphne si rivela essere un sottomarino fatto in casa gestito da Fiona Pembrooke. Pembrooke ha usato un ingresso segreto nella sua barca per entrare nel mostro di Loch Ness e azionarlo. Ha anche assunto i fratelli Haggart per presidiare il secondo mostro partendo dal presupposto che volessero sabotare i giochi, ma Angus e Colin rivelano che volevano farlo solo per scherzo. Velma spiega che il piano di Pembrooke era usare la sua macchina per convincere Locksley che il vero mostro esisteva e arruolare il suo aiuto per trovarlo.
Il giorno successivo, i giochi iniziano nei tempi previsti, ma Locksley chiama tutti sulla sua nave per rivelare che la telecamera affondata e ancora funzionante del suo mini-sottomarino aveva scattato, a una profondità ben al di sotto di quella che un sottomarino potrebbero sopravvivere, immagini di quella che sembra proprio la famigerata creatura. Queste, più altre tre foto che Pembrooke aveva scattato diversi giorni prima, sono sufficienti per convincerlo che il mostro di Loch Ness potrebbe essere reale. Il film si conclude con la banda che lascia il castello dei Blake, durante il quale Velma ammette di essere davvero contenta che non abbiano visto il vero mostro di Loch Ness, spiegando che "Forse è meglio lasciare irrisolti alcuni misteri". La scena finale mostra Scooby che vede brevemente quello che sembra essere il vero mostro di Loch Ness che nuota accanto a loro nelle acque del lago.